# 上原ぺこ
上原ぺこ（うえはら ぺこ、8月2日 - ）は、日本の女優、アイドル、タレント。千葉県出身。

## 特徴その他
- 曲ごとのイメージカラーによるサイリウムの色が提案される。[3]
  - Starting Star → 黄色
  - episode.0 → オレンジ
  - Maze → 赤
  - Fantastic Dreamer → ピンク
  - 嘘 → 白
  - 純愛シミュレーション → 赤
  - オーバードライブ → タオルorカラフル
  - 向日葵 → 黄色
  - 孤独なJOKER → 赤
  - オリオンのむこう → 青
- 残念Tシャツをトレードマークとしている。[4]
- 2015年4月25日に新宿Glamsteinで行われた『結月えりライブ活動5周年記念主催ライブ〜改名宣言！〜』にて上原ぺこと改名。[5]
- 2015年8月2日に六本木BeeHiveで行われた『上原ぺこ誕生日当日＆1stアルバムレコ発ライブ』にて念願の1stアルバム「Re:play」を発売。[6]
- 2016年5月2日に渋谷CLUB CRAWLで上原ぺこ6周年記念主宰ライブを行った。ゲスト７名全員とコラボをし、新曲発表とレコ発を行った。また、反転攻勢SIGNALの新曲発表も行い、リストバンドも発売された。[7]
- 2017年8月13日に行われた上原ぺこ生誕主宰ライブぺこざんまい＼(^ρ^)／～みんなで作る！上原ぺこほぼワンマンショー～の六本木CLUB EDGEで、新曲発表とレコ発を行い、Tシャツ（Marvel Yell伝統の赤Tシャツ）も販売開始された。[8]
- 2017年12月30日に恵比寿club aimで開催された、御伽乃まおい生誕主宰ライブにて、新ユニットろまんす注意報！に参加御披露目をした。[9]

## 人物
- 2010年4月に主にソロとしてライブ活動を始める。[6]
- 2010年より舞台に出演する。[10]
- まじぱん☆(メンバー：大島はるな、栗宮まろん、結月えり)としても活動していた。[11]
- 2012年6月よりユニットI★scream (メンバー：大島はるな、栗宮まろん、sola★、結月えり)としても活動していた。[12]
- 2015年9月よりマーベルエールに所属。[13]
- 2015年9月26日に渋谷VISIONで行われたライブにて広瀬ことみとのユニット「反転攻勢SIGNAL」お披露目＆レコ発。ロック色の強いユニットとなる。[14]
- 2016年12月25日に池袋LiveHouse monoで行われたライブにて広瀬ことみ活動休止に伴い「反転攻勢SIGNAL」も休止状態になる。[15]
- 2019年1月23日に神田MIFAで行われたライブにて小鳥遊まりあとのユニット「新反転攻勢SIGNAL」として再始動する[16]
- 2017年8月30日まで秋葉原マーベルエール隊(メンバー：上原ぺこ、御伽乃まおい、小牧夢)としても活動していた。[17]
- 2017年12月30日に恵比寿club aimで行われた御伽乃まおい生誕主宰ライブにてユニット「ろまんす注意報！」が結成された。[18]

### ろまんす注意報！
- 燃焼系パフォーマンスユニットとして2017年12月30日に結成した。（初期メンバー：上原ぺこ、御伽乃まおい、吉岡果南、辻七海）
- 2018年12月30日のろまんす注意報！1周年ライブにて、一旦活動休止。
- 2019年4月28日に、結城そらがメンバーに加わり活動再開。（活動再開時のメンバー：上原ぺこ、小鳥遊まりあ、結城そら）

#### メンバー
- 上原ぺこ（イメージカラーピンク（2018年12月30日まで）→赤：在籍期間2017年12月30日～）[19]

#### 元メンバー
- 御伽乃まおい（イメージカラー赤：在籍期間2017年12月30日～2018年12月30日）[20]
- 吉岡果南（イメージカラー水色：在籍期間2017年12月30日～2018年9月5日）[21]
- 辻七海（イメージカラー黄：在籍期間2017年12月30日～2018年2月26日）
- 卯月あいら（イメージカラー黄：在籍期間2018年4月～2018年6月26日）[22]
- 結城そら（イメージカラー白：在籍期間2019年4月28日～2020年1月29日）[23][24][25]
- 小鳥遊まりあ（イメージカラー緑：在籍期間2018年9月17日～2020年8月9日）[26]
- 青葉こはる（イメージカラー青：在籍期間2019年9月29日～2020年9月16日[27]

## ディスコグラフィー

### 上原ぺこ

#### シングル
1．「Re:play」（2012年6月23日・1stシングル（結月えり名義））
- Re:play
- TOY BOX

2．「カナリア」（2012年8月4日・2ndシングル（結月えり名義））
- カナリア
- CANDY＊DRIVE

3．「Jump！」（2013年4月29日・仮音源として発売（結月えり名義））
- Jump！
- 花火

4．「嘘」（2013年8月4日主催ライブの来場者特典として配布（結月えり名義））
- 嘘

5．「焼肉のうた」（2015年4月28日主催ライブの来場者特典として配布）
- 焼肉のうた

　　　　　　　　　→ 歌詞＆本人コメント　https://ameblo.jp/melancholyorz/entry-12163938303.html
- オーバードライブ

　　　　　　　　　→ 歌詞＆本人コメント　https://ameblo.jp/melancholyorz/entry-11942365028.html
- Fantastic Dreamer

6．「ほっぷ!すてっぷ!!じゃんぷ!!」（2016年5月2日・3rdシングル）
- ほっぷ!すてっぷ!!じゃんぷ!! （広瀬ことみ作詞　ari作・編曲）
- Starting Star（上原ぺこ作詞　ari作・編曲）

　　　　　　　　　→ 歌詞＆本人コメント　https://ameblo.jp/melancholyorz/entry-12195100650.html
7．「Hide and seek」（2016年8月13日・4thシングル）
- Hide and seek （桃井はるこ作詞作曲　teleportation-s編曲）公式カバー曲
- 向日葵（上原ぺこ作詞　南貴之作・編曲）

　　　　　　　　　→ 歌詞＆本人コメント　https://ameblo.jp/melancholyorz/entry-12190791580.html

8．「反転攻勢SINGLE」（2017年4月9日・反転攻勢SIGNALのソロシングル）
- BORDER-LINE （広瀬ことみ作詞　noBoo作・編曲）
- 純愛シミュレーション（上原ぺこ作詞　noBoo作・編曲）

9．「episode.0」（2017年8月13日・5thシングル）
- episode.0 （上原ぺこ作詞　ari作・編曲）
- ラーメンのうた（上原ぺこ作詞　ari作・編曲）

#### アルバム
1．「Re:play」（2015年8月2日・1 stアルバム）

#### オムニバスアルバム
1．「Ultimate!! Girls Revolution4」(2013年11月28日（結月えり名義））
- 嘘

#### ドラマCD
1．「神出鬼没あんどろいだー」（2011年10月30日（結月えり名義））
（キャスト：らめる、栗宮まろん、結月えり、紫咲ほたる）
2．「ボイスドラマ『ふにふに』」（2013年3月18日（結月えり名義））
野中のあ役
3．「みならい女神プルプルんシャルム」（2013年6月26日発売（結月えり名義））
MOB参加
4．「すずと彼女の二日間」（2013年6月26日発売）
(キャスト：大島はるな、栗宮まろん、上原ぺこ)
5．「朗読CD 『銀の浜辺に光る星』」（2015年9月30日発売）
(キャスト：広瀬ことみ、鵜澤明日香、寿ひなた、峰尾こずえ、鈴村あすか、柳みゅん、上原ぺこ)

### I★scream
1．「I★scream」（2012年12月1日ラストライブの予約特典として配布（結月えり名義））
- I★scream

### 秋葉原マーベルエール隊
| 発売日         | タイトル （発売元/発売元）                                 | 収録曲 |
| -------------- | ---------------------------------------------------------- | --- |
| 2014年08月08日 | 萌え萌え♪ユーロみっくちゅ☆ （STUDIO HIP’S/マーベルエール） | 1. 萌え萌え♪ユーロみっくちゅ☆ - 作詞：――、作曲・編曲：―― 2. ラブアクセレーション’14 - 作詞：――、作曲・編曲：―― |
| 2015年04月26日 | ツインテールとパニエ （ari/マーベルエール）                | 1. ツインテールとパニエ - 作詞：平井有、作曲・編曲：ari 2. 奇跡の街アキハバラ! - 作詞：平井有、作曲・編曲：ari |

### 反転攻勢SIGNAL
| 発売日         | タイトル （発売元/販売元）                                       | 収録曲 |
| -------------- | ---------------------------------------------------------------- | --- |
| 2015年09月26日 | 革命のTHEORY/To the future （STUDIO HIP’S/マーベルエール）       | 1. 革命のTHEORY - 作詞：広瀬ことみ、作曲・編曲：noBoo 2. To the future - 作詞：上原ぺこ、作曲・編曲：noBoo → 歌詞＆本人コメント https://ameblo.jp/melancholyorz/entry-12195098598.html       |
| 2016年05月25日 | 純愛シミュレーション/BORDER-LINE （STUDIO HIP’S/マーベルエール） | 1. 純愛シミュレーション - 作詞：上原ぺこ、作曲・編曲：noBoo → 歌詞＆本人コメント https://ameblo.jp/melancholyorz/entry-12163939060.html 1. BORDER-LINE - 作詞：広瀬ことみ、作曲・編曲：noBoo |

### ろまんす注意報!
1．「CHANGE!」（2018年1月10日発売）
- CHANGE! （平井有作詞　ari作・編曲）
- りとるもんすたぁ（上原ぺこ作詞　ari作・編曲）

2．「BRAVE LADY」（2018年4月29日発売）
- BRAVE LADY （平井有作詞　ari作・編曲）
- 優柔不断なロマンス（吉岡果南作詞　ari作・編曲）

3．「ポーカーフェイス」（2018年6月13日発売）
- ポーカーフェイス （平井有作詞　ari作・編曲）
- 相対性革命的理論（御伽乃まおい作詞　ari作・編曲）

4．「Colorful」（2019年7月3日発売）
- りとるもんすたぁ（上原ぺこ作詞　ari作・編曲）
- 卍（平井有作詞　ari作・編曲）
- ポーカーフェイス （平井有作詞　ari作・編曲）
- CHANGE! （平井有作詞　ari作・編曲）

5．「monochrome」（2019年9月4日発売）
- 相対性革命的理論（御伽乃まおい作詞　ari作・編曲）
- BRAVE LADY （平井有作詞　ari作・編曲）
- 優柔不断なロマンス（吉岡果南作詞　ari作・編曲）
- Cloud9（上原ぺこ作詞　ari作・編曲）

### ろまんす注意報！×ワールドエンドラヴァー
1．「ハミダシモノの鎮魂歌（レクリエム）」（2020年8月4日発売）
- ハミダシモノの鎮魂歌（レクリエム）（ろまんす注意報！×ワールドエンドラヴァー）
- 完全燃SHOW!（ろまんす注意報！）
- 世界の果てでキスして。（ワールドエンドラヴァー）

## 出演

### 舞台
- バニラ（643ノゲッツー第13回公演）2010年9月29日～10月5日 /真紀役 下北沢OFF・OFFシアター（松村絵梨名義）[59]
- 遙か（レッドカンパニー第4回公演）2013年3月27日～31日 /浜田百愛役　中野ザ・ポケット（結月えり名義）[60]
- 約束（レッドカンパニー第5回公演）2013年10月30日～11月3日 /門田汐桜役　Geki地下リバティ（結月えり名義）[61]
- 十二人の怒れる人々（劇団空感エンジン）2014年2月19日～24日 /2号役 両国エアースタジオ（結月えり名義）[62]
- 星が見えるかい（レッドカンパニーNIGHTシリーズvol.1 リーディングライブ）2014年3月17日 /有紀役 鯛カフェ（結月えり名義）[63]
- ポーカーフェイス（劇団空感演人）
  - ～スピンオフ人狼第一話～2014年6月5日～9日 /近藤由紀役 東日本橋アクアスタジオ（結月えり名義）[64]
  - 第三話『契』2014年10月30日～11月3日 /近藤由紀役 両国エアースタジオ（結月えり名義）[65]
  - 第二話『信』2015年5月21日～6月1日 /近藤由紀役 両国エアースタジオ[66]
  - 第四話『掌』2015年11月12日～23日 /近藤由紀役 両国エアースタジオ[67]
  - 第六話『ひだまり』2016年12月15日～12月25日 /近藤由紀役 両国エアースタジオ[68]
  - 第八話『言霊』2018年10月25日～5日 /近藤由紀役 A-Garage[69]
  - 第九話『進』（劇団空感演人）2019年2月21日～3月4日 /工藤ありさ役 両国エアースタジオ[70]
  - 第十話『始まり』2020年2月27日～3月9日 /使井役 両国エアースタジオ[71]
- SAKURA（劇団空感エンジン）2015年3月11日～16日 /平野那江役 両国エアースタジオ（結月えり名義）[72]
- PRIDE（劇団空感演人）2015年10月21日～26日 /小沢彩役 両国エアースタジオ[73]
- Legend～風のなかの塵～（劇団空感演人）2016年2月10日～15日 /はるか役 両国エアースタジオ[74]
- 時空警察クロノゲイザー（アリスインプロジェクト）2016年7月6日～17日 /小林美鈴役 六行会ホール[75]
- マーメイドブーツ（チームジャックちゃん）2016年9月1日～5日 /アンサンブル 新宿村LIVE[76]
- Voyantroupe第三次思春期公演「死なないとできないことがあるなんて、じゃあ死ななきゃダメじゃん！」2017年2月8日～12日 /アメリ役 八幡山ワーサルシアター[77]
- ABCチーム「GO,JET!GO!GO!vol.1」（Air studio Produce）2017年3月1日～6日 /夏代役 東日本橋 AQUA studio[78]
- ABCチーム「GO,JET!GO!GO!vol.3　-Mr.Mooon LIGHT-」（Air studio Produce）2017年6月21日(水)～6月26日(月) /夏代役 東日本橋 AQUA studio[79]
- メディアンプロ第3回公演「あのコになれないっ！」2017年9月19日～24日 /渡辺優子役（A班）/弥生の母役（B班） SPACE梟門[80]
- Voyantroupe第四次思春期公演「とりかえこ」2017年10月26日～31日 /河崎麻衣子役 阿佐ヶ谷アルシェ[81]
- チームジャックちゃんが読んだシンデレラ公演（再演）「Cendrillon（サンドリヨン）」2018年3月21日～4月1日 /マリー役 シアターKASSAI[82]
- チームジャックちゃんが読んだ新選組公演「乱　土方歳三伝五稜郭異聞」2019年4月3日～8日 /黒田了介役 シアター風姿花伝[83]
- まるP企画　ハーフタイムシアター　三部作公演「銀河旋律」「広くてすてきな宇宙じゃないか」「僕のポケットは星でいっぱい」2020年1月20日(月)～2月2日(日) /クサカベ役 花まる学習会王子小劇場[84]
- 六畳一間で愛してる（劇団空感演人）2020年6月17日～22日 /実香役 両国Air studio[85][86]
- 即興劇『2021年5月21日の物語』（劇団空感演人）2020年9月24日～28日 /らいか役 A-Garage[87]
- 空感演人プロデュース『プレイス』2020年12月2日～7日 /美奈役 両国Air studio[88]
- 藤森Laboプロデュース即興劇『サマータイムトラベラー』2021年1月9日～11日 /三国理沙役 両国Air studio[89]
- 栗JET「GO,JET!GO!GO!vol.9　～ラストメモリーは突然に～」（Air studio Produce）2021年2月4日～15日 /夏代役 東日本橋 A-Garage[90]
- 朗読ライブ one time of jewel Vol.104 Kiss of Sniper season 3（劇団ジュエリー・ビーンズ）2021年5月15日～16日 /主人公エリサ役 江古田 Cafe FLYING TEAPOT[91]
- 舞台「五月の夢」（G★force Produce）2021年6月25日～27日 /ドレミ役 桜台JOYJOYシアター[92]
- ぱすてるからっとproduce 舞台
  - 「ミスリード」（再演）2018年10月4日～8日 /依智香役 シアターグリーン[93][94]
  - 「イモーラル・ディテクティブ」2019年8月14日～18日 /鼠田役 シアターグリーンBIG TREE THEATER[95][96][97]
  - 「starmarmalade」2019年10月23日～27日 /山田花子（刹那）役 ※幻チーム主演　下北沢Geki地下Liberty[98][99]
  - 「その錆びた冷たい鉄」（再演）2020年8月12日～16日 /一番星率役（鉄チーム）シアターグリーンBIG TREE THEATER[100]
  - 「コネクト・ライフ」2020年10月21日～25日 /モリアーティ役（夢チーム）新宿村LIVE[101]
  - 「murderHolic」2021年7月22日～25日 / 刹那役（幻チーム）シアターグリーン・BOX in BOX THEATER[102]
  - 「天明高校サイエンス部！」2021年10月20日～24日 /（雲チーム）シアターグリーン・BOX in BOX THEATER[103]
  - 「イモーラル・ディテクティブ」（再演）2021年12月22日～26日 / 鼠田役（風チーム）　新宿村LIVE[104]
- 朗読ライブ one time of jewel Vol.108 Kiss of Sniper The Last Season（劇団ジュエリー・ビーンズ）2021年11月20日～21日 / 江古田 Cafe FLYING TEAPOT[105]
- STAYDOG Produce 舞台 「幸せになるために」2021年11月24日～28日 /（Aチーム）シアターグリーン・BOX in BOX THEATER[106]